# Deutsche Turnmeisterschaften 1932

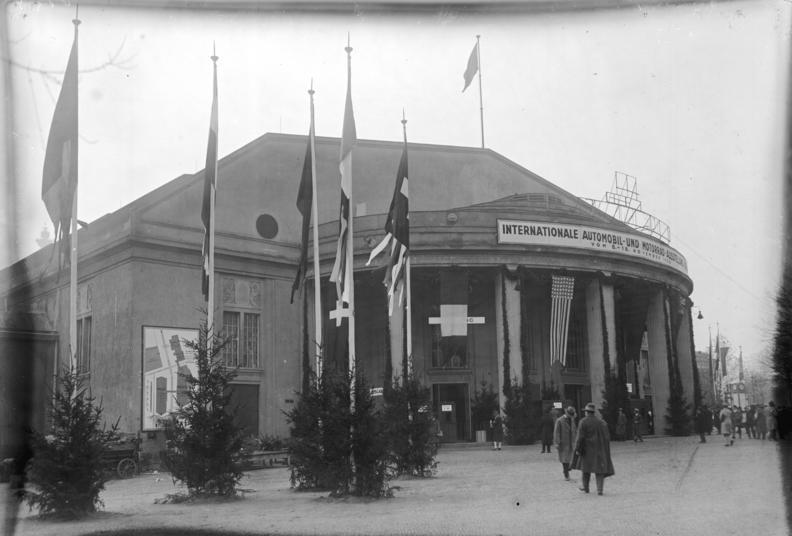
Ausstellungshalle am Kaiserdamm

Die Deutschen Turnmeisterschaften 1932 fanden als vierte deutsche Gerätemeisterschaft am 12. und 13. November 1932 in Berlin statt. Austragungsort war die Ausstellungshalle am Kaiserdamm. Die zweitägigen Wettkämpfe fanden vor etwa 8000 Zuschauern statt, so dass die Ausstellungshalle beinahe ausverkauft war. Insgesamt nahmen 108 deutsche Turner an den Wettkämpfen teil.
Am ersten Tag fanden die Kürübungen statt. Anschließend kämpften die 22 verbliebenen Turner um die Meisterschaft. Die Entscheidung begann mit einer Pflichtübung. Danach folgte Barren, eine Freiübung, dann wurde am Pferd geturnt und zum Abschluss ging es ans Reck.
Deutscher Meister wurde Konrad Frey vom MTV Bad Kreuznach, gefolgt von Ernst Winter von Eintracht Frankfurt auf dem 2. und Walter Steffens vom Bremer Männer-Turn-Verein auf dem dritten Platz.
| Platz | Athlet          | Stadt                     | Punkte |
| ----- | --------------- | ------------------------- | ------ |
| 1     | Konrad Frey     | MTV Bad Kreuznach         | 178,5  |
| 2     | Ernst Winter    | Eintracht Frankfurt       | 178    |
| 3     | Walter Steffens | Bremer Männer-Turn-Verein | 177    |
| 4     | Kurt Krötzsch   | Neurössen                 | 175,5  |
| 5     | Kurt Wedekind   | TV 1861 Forst             | 172    |